# Ochrotrichia weoka
Ochrotrichia weoka är en nattsländeart som beskrevs av Harris 1989. Ochrotrichia weoka ingår i släktet Ochrotrichia och familjen smånattsländor. Inga underarter finns listade i Catalogue of Life.